# Suchogórski Labirynt Skalny
Suchogórski Labirynt Skalny, plným názvem Zespół przyrodniczo-krajobrazowy „Suchogórski Labirynt Skalny” a česky Suchohorský skalní labyrint či přírodně-krajinný komplex „Suchogórski Labirynt Skalny”, je velmi členité chráněné území v části Sucha Góra města Bytom v okrese Bytom ve Slezském vojvodství v jižním Polsku. Geograficky se nachází v hrástu Garb Tarnogórski, který je součástí vysočiny Wyżyna Śląska (Slezská vysočina).

## Historie a popis
Historie přírodně-krajinného komplexu Suchogórski Labirynt Skalny je pevně spojena se sousedním přírodně-krajinným komplexem Doły Piekarskie. Oba tyto komplexy mají společnou hranici procházející přes nejvyšší geodetický bod těchto chráněných oblastí, kterým je kopec Sucha Góra (352 m n. m.) s historickým žulový geodetický patníkem Trockenberg, z 19. století. Suchogórski Labirynt Skalny jsou hodnotnými lesy zarostené a zeminou zasypané strmá údolí vzniklá bývalou povrchovou těžbou rud (limonit a galenit) a dolomitu, jeř byla ukončena počátkem 20. století. Oblast je charakteristická velkou druhovou rozmanitostí a místy lze také vidět výchozy skal. Ke konci 2. světové války byla v oblastech Suchogórski Labirynt Skalny a Doły Piekarskie vybudovaná německá obranná linie B-2. Tato linie vedla od města Siewierz po vesnici Miedary. Součástí obranné linie byly také malé železobetonové vojenské bunkry a zákopy, jejichž zbytky lze na několika místech nalézt. Přírodně-krajinný komplex „Suchogórski Labirynt Skalny” byl založen v roce 2008.

## Další informace
Místo je celoročně přístupné a vede jím červená turistická značka.

## Galerie

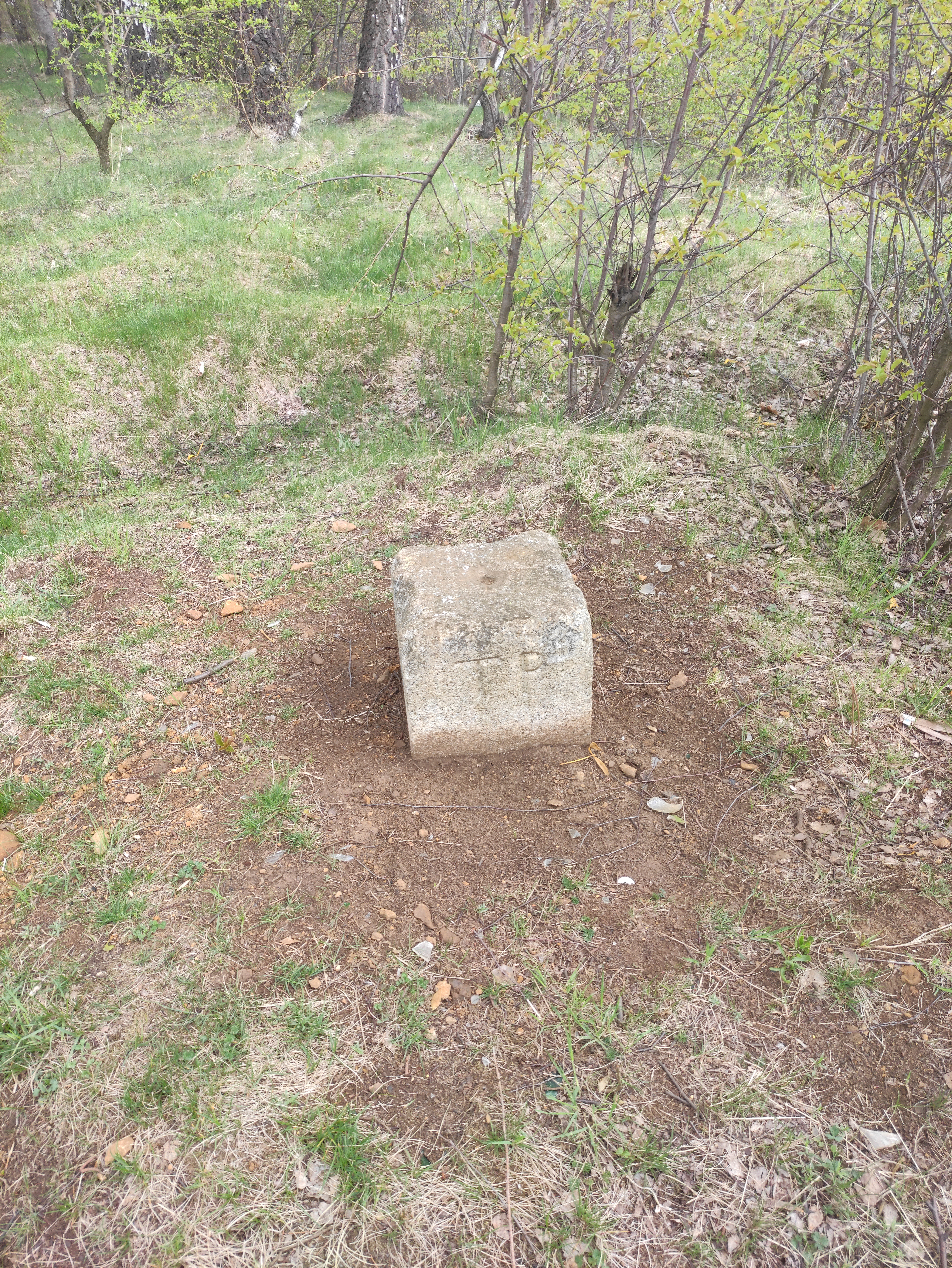
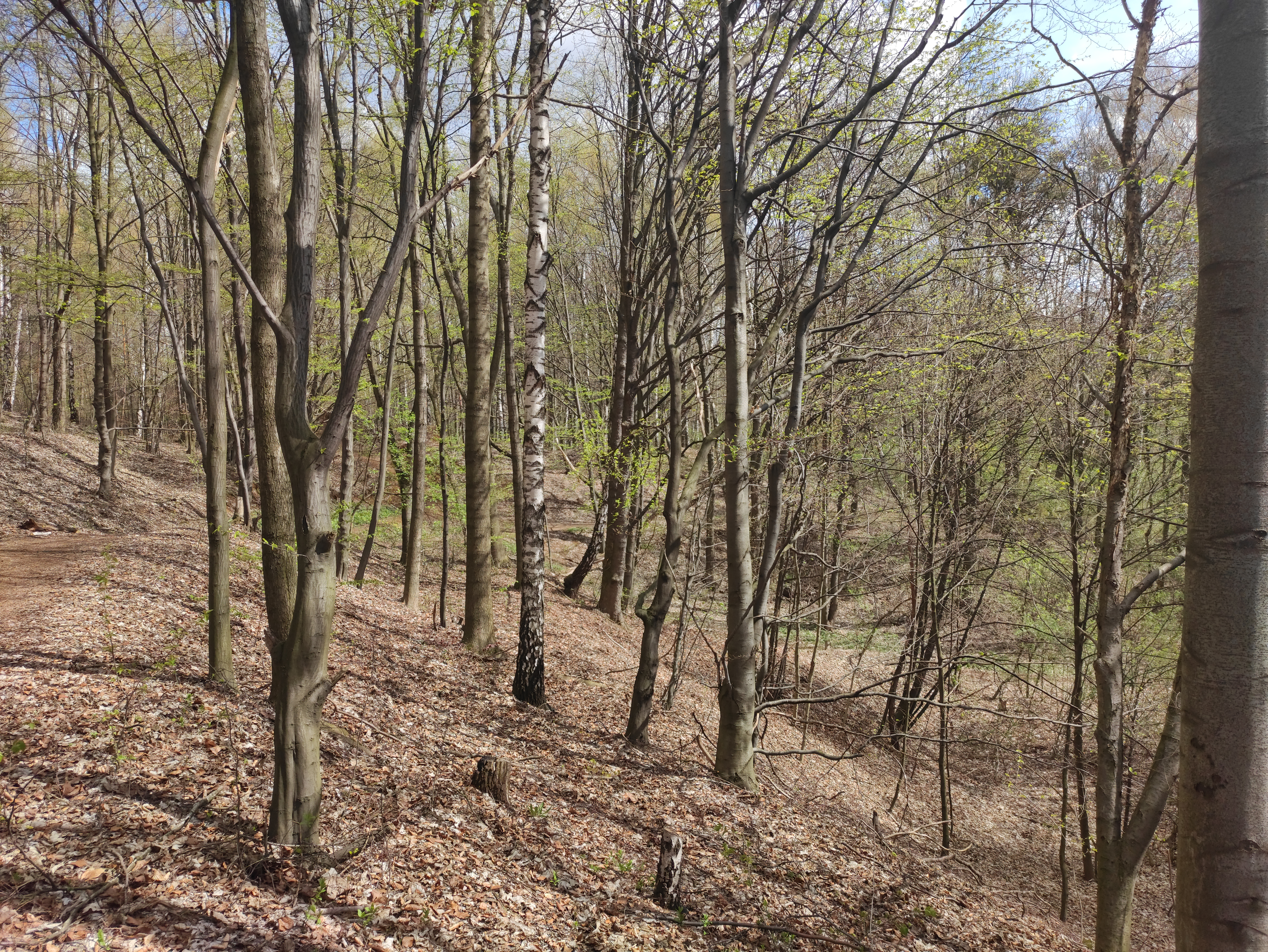
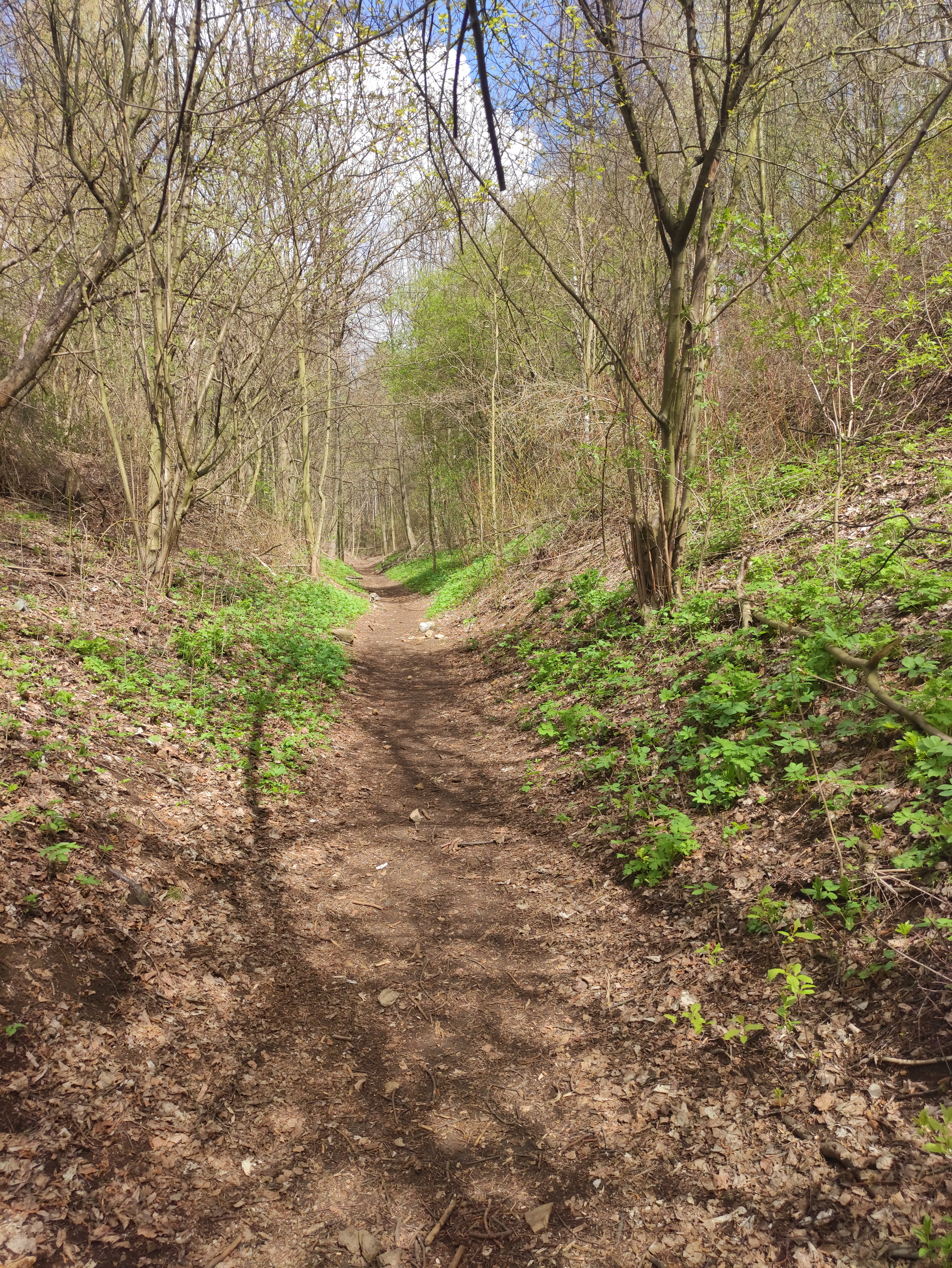
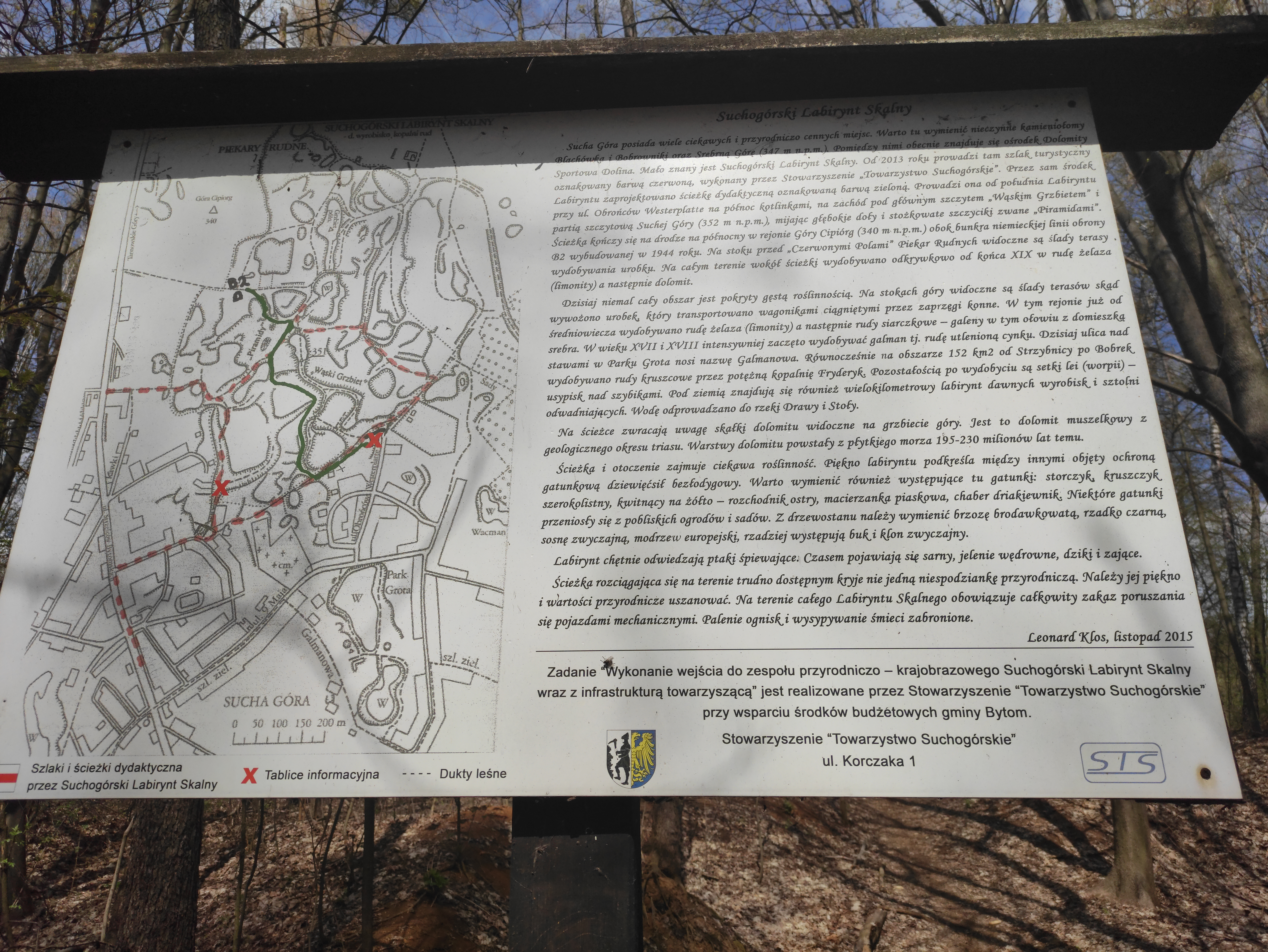
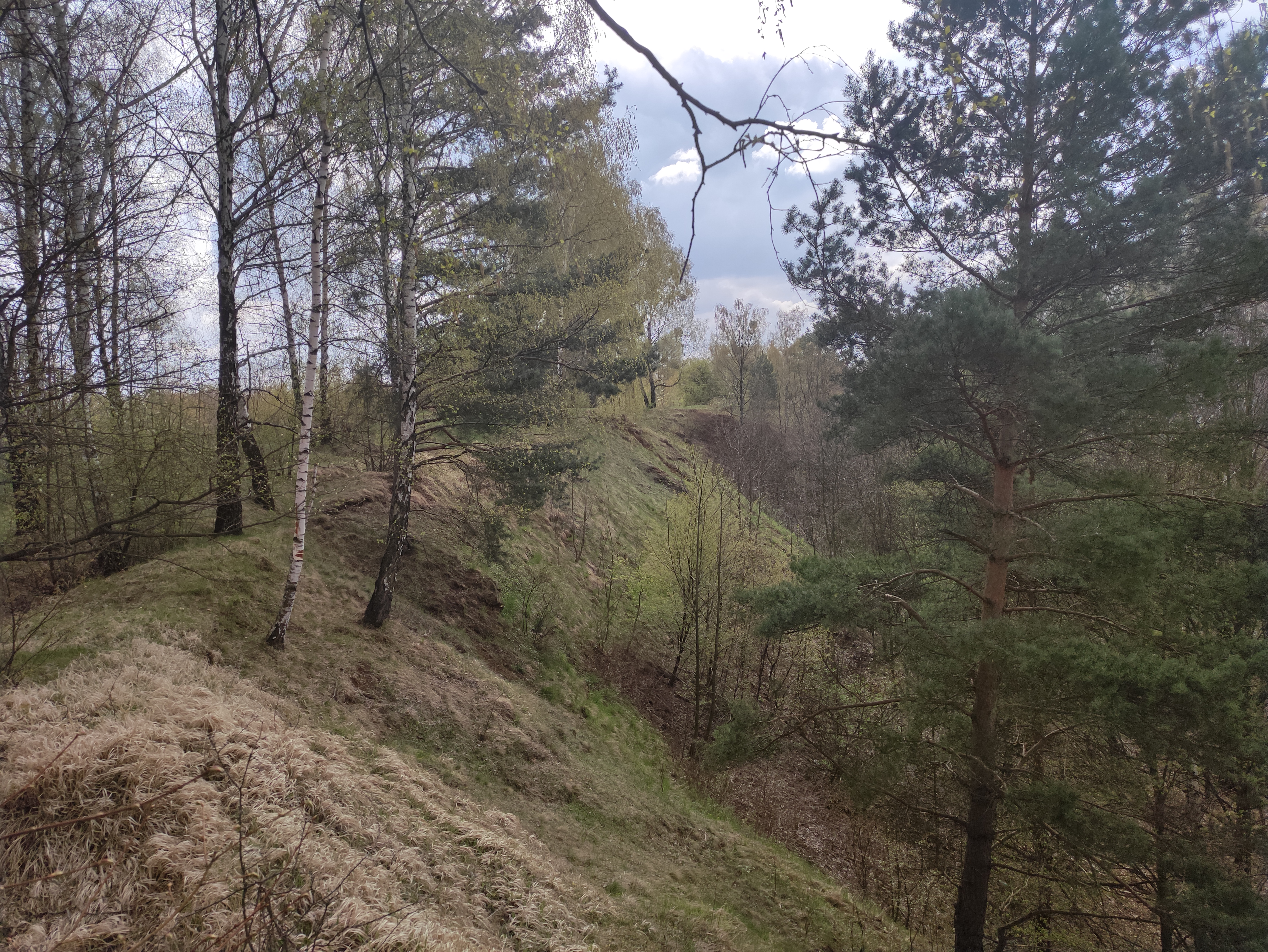